# Мунія сірошия
Му́нія сірошия (Lonchura hunsteini) — вид горобцеподібних птахів родини астрильдових (Estrildidae). Ендемік Папуа Нової Гвінеї.

## Опис
Довжина птаха становить 9-10 см. Виду не притаманний статевий диморфізм. Забарвлення переважно чорне. Верхня частина голови і шия сріблясто-сірі, пера на них мають темну центральну частину, що формує лускоподібний візерунок. Крила чорнувато-коричневі з вузькими золотисто-коричневими краями. Кінчики верхніх покривних пер хвоста і центральні стернові пера золотисто-рудувато-коричневі. Очі темно-карі, дзьоб чорнувато-сірий, лапи сіруваті. У молодих птахів верхня частина тіла темно-коричнева, нижня частина тіла світло-коричнева.

## Підвиди
Виділяють два підвиди:
- L. h. hunsteini (Finsch, 1886) — Нова Ірландія;
- L. h. nigerrima (Rothschild & Hartert, EJO, 1899) — Новий Гановер[en].

## Поширення і екологія
Сірошиї мунії мешкають на островах Нова Ірландія і Новий Гановер в архіпелазі Бісмарка, а також у 1920-х роках були інтродуковані на острів Понпеї в групі Каролінських островів. Вони живуть на трав'янистих луках на узліссях тропічних лісів. Зустрічаються невеликими зграйками, живляться насінням трав.